# Elektrochemisches Abtragen
Elektrochemisches Abtragen (englisch Electro Chemical Machining, ECM) oder Elysieren ist der Oberbegriff für abtragende Fertigungsverfahren, welche die Elektrolyse nutzen.
Das Verfahren eignet sich insbesondere für sehr harte Werkstoffe. Elektrochemisches Abtragen ist ein Trennverfahren. Es ist geeignet für das Entgraten, das Elektropolieren, bis hin zur Herstellung komplizierter dreidimensionaler Werkstücke.
Weiterentwicklungen klassischer ECM-Verfahren sind das PECM (Pulsed Electrochemical Machining) und das PEM (Precise Electrochemical Machining), mit welchem Genauigkeiten im Mikrometerbereich (Mikrobearbeitung) möglich sind.
Eine weitere Variante zur Erreichung höherer Genauigkeit ist das elektrochemische Mikrofräsen (ECF).
Die Bearbeitung ähnelt dem Funkenerodieren (EDM). Das ECDM-Verfahren kombiniert beide Verfahren.

## Beschreibung

Prinzip des Elektrochemischen Abtragens (Beschriftung engl.)

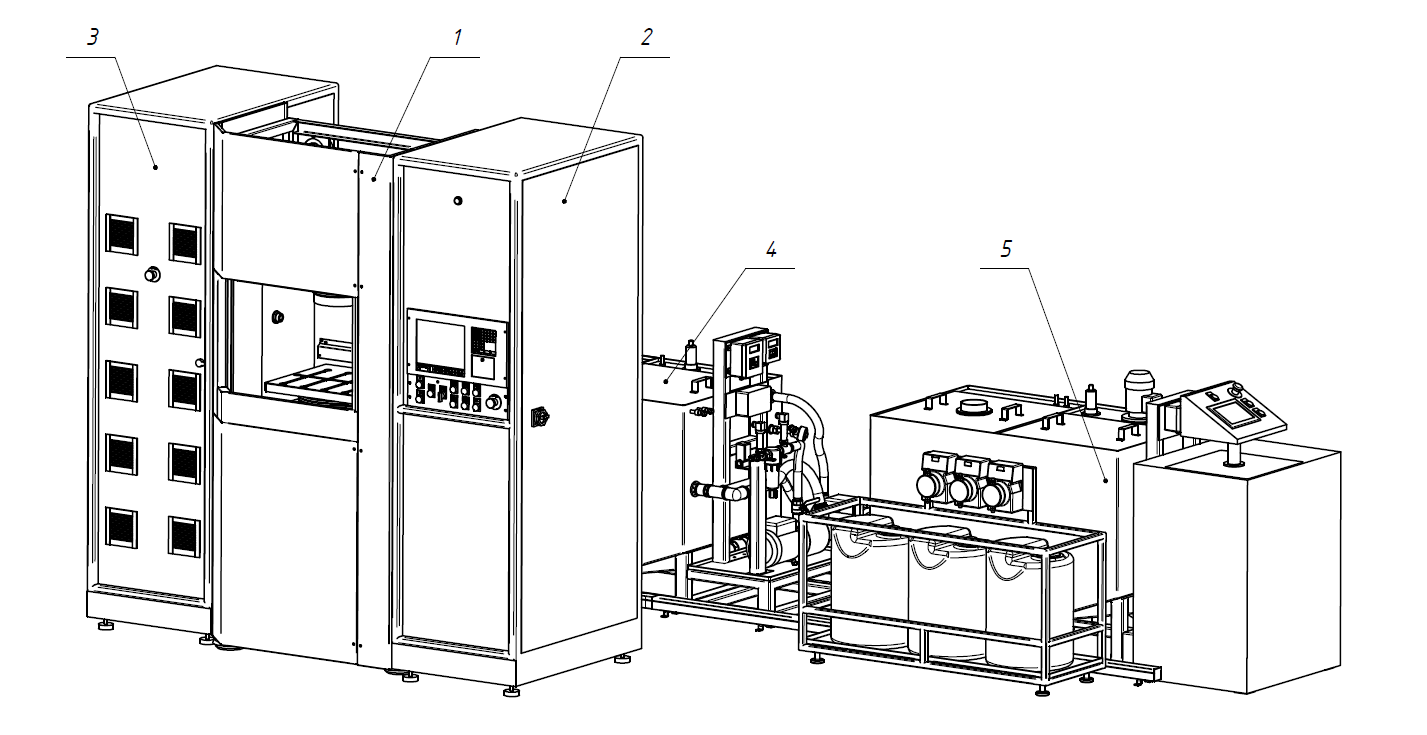
Key-Komponenten. Impulse ECM Schwingmaschine ET 3000

Wesentliches Merkmal der ECM-Verfahren ist der fehlende Kontakt zwischen Werkzeug und Werkstück. Somit werden keine mechanischen Kräfte übertragen, und Werkstoffeigenschaften wie Härte oder Zähigkeit nehmen keinen Einfluss auf den Prozess. Von Bedeutung sind dagegen Eigenschaften wie Schmelzpunkt, Wärme- und elektrische Leitfähigkeit.
Das Werkstück wird als Anode (positiv) und das Werkzeug als Kathode (negativ) polarisiert (wie bei der Elektrolyse). Um den dafür erforderlichen Stromfluss zu erzeugen, bedient man sich in den meisten Fällen einer äußeren Spannungsquelle.
In manchen Fällen jedoch, wie in der Metallographie zum Sichtbarmachen der Gefügestruktur, wird das elektrochemische Ätzen verwendet. Die Potentialdifferenz im Mikrobereich (Lokalelement) dient hier als innere Spannungsquelle, um den gewünschten Materialabtrag zu erreichen.
Die Form der Werkzeugkathode gibt die Form des Werkstückes vor. ECM ist also ein abbildendes Verfahren. Am Werkzeug findet prozessbedingt kein Verschleiß statt. Zwischen Werkzeug und Werkstück muss in Abhängigkeit von den elektrischen Parametern und den Strömungsverhältnissen des Elektrolyten ein Spalt mit einer Weite von 0,05–1 mm eingestellt werden.
Den Ladungstransport im Arbeitsspalt übernimmt eine Elektrolytlösung, z. B. wässrige Lösung von Natriumchlorid (NaCl, Kochsalzlösung) oder Natriumnitrat (NaNO3). Der entstehende Elektronenstrom löst Metallionen vom Werkstück.
Diese gehen dann an der Anode Reaktionen mit Teilen des gespaltenen Elektrolyten ein. An der Kathode reagiert der Elektrolytrest mit Wasser. Als Endprodukt fällt Metallhydroxid an, welches sich als Schlamm absetzt und entfernt werden muss.
Wegen der Abhängigkeit des Spaltes zwischen der Anode und Kathode von elektrischen und strömungsmechanischen Bedingungen ist eine Vorausberechnung der Form der Kathode schwierig. Wegen der einfacher zu beherrschenden Zusammenhänge werden flache Formen (z. B. Turbinenschaufeln) mit geringerem Vorbereitungsaufwand hergestellt.
Die erzielbaren Oberflächengüten liegen bei Rz = 3–10 µm. Die Randzonen werden nicht beeinflusst (einziges trennendes Verfahren ohne Randzoneneinfluss). Der spezifische Abtrag beträgt 1–2,5 mm³/(A·min). Die Senkgeschwindigkeit ist variabel und liegt zwischen 0 und 20 mm/min.
Der Elektrolyt sollte durch Zentrifugieren aufbereitet werden, um die Metallhydroxide von der Elektrolytlösung zu trennen. Der anfallende Schlamm wird mit Filterpressen weiter entwässert, um dann als Sondermüll entsorgt zu werden.
ECM ist also ein Verfahren zur Bearbeitung elektrisch leitfähiger Werkstücke, die einen gezielten Werkstoffabtrag verlangen. Materialien, bei denen ECM angewendet wird, sind z. B. Kohlenstoffstähle, austenitische Stähle und Nickelbasislegierungen. Es geht über die Grenzen der konventionellen Zerspanung hinaus.
Das Fertigungsverfahren wird angewandt für:
- schwer zerspanbare Werkstoffe
- komplizierte Formen
- Bearbeitungen, bei denen keine Randzonenbeeinflussung auftreten darf
- vorzugsweise bei flachen Formen.
- Werkstücke mit innenliegenden und mit Bohrungsverschneidungen, die mit konventionellen Werkzeugen schwer zugänglich sind (Entgraten).

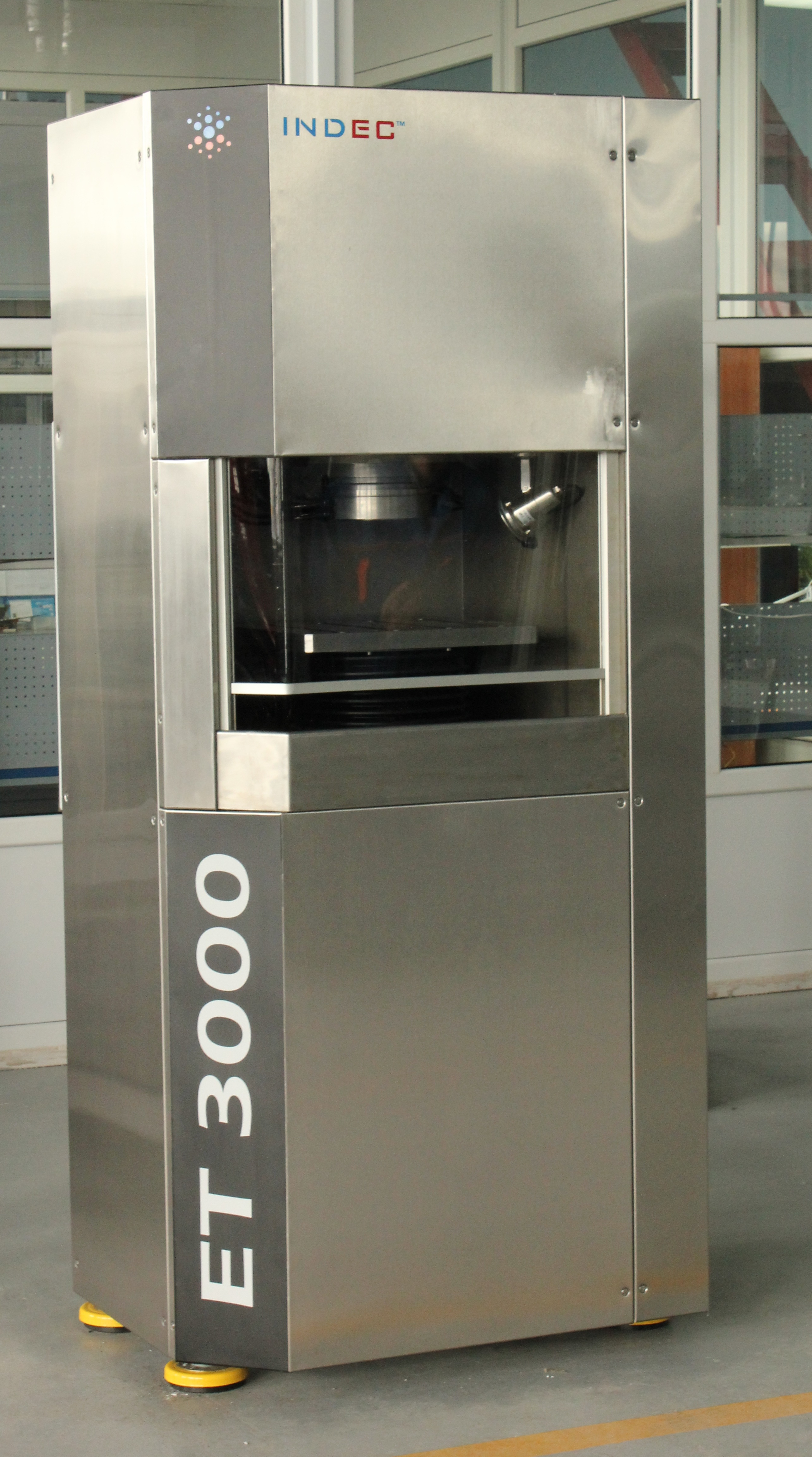
ECM machines ET 3000 (INDEC LLC, Russia)